# Валя-Уцулуй
Валя-Уцулуй (рум. Valea Uțului) — село у повіті Алба в Румунії. Входить до складу комуни Аврам-Янку.
Село розташоване на відстані 332 км на північний захід від Бухареста, 65 км на північний захід від Алба-Юлії, 76 км на південний захід від Клуж-Напоки, 139 км на північний схід від Тімішоари.

## Населення
За даними перепису населення 2002 року у селі проживали 26 осіб, усі — румуни. Усі жителі села рідною мовою назвали румунську.